# Pavillon Carlos Lopes

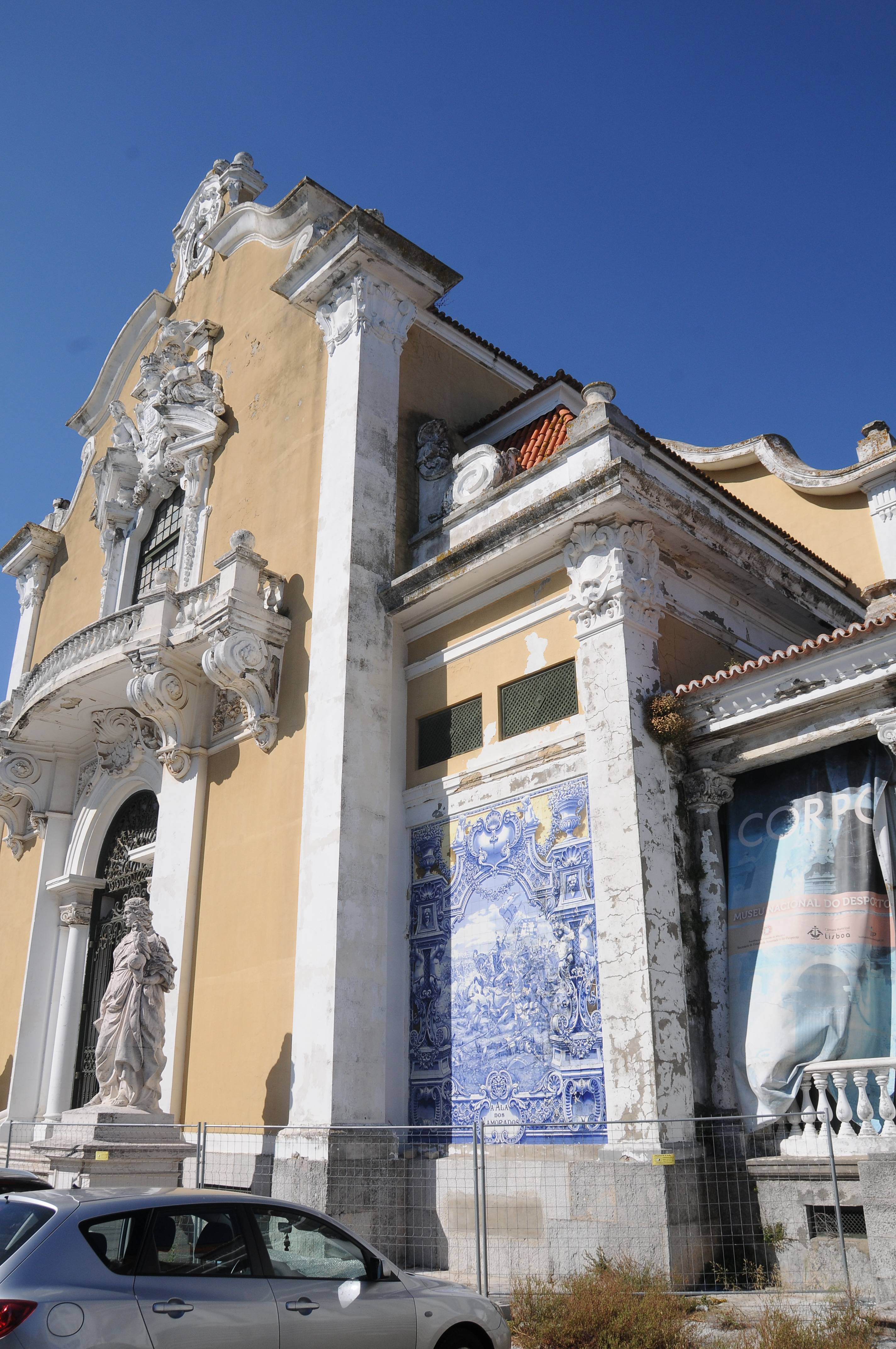

Le pavillon Carlos Lopes est situé dans le parc Édouard-VII, à Lisbonne.

## Histoire
Le bâtiment, conçu par les architectes Guilherme et Carlos Rebello de Andrade et Alfredo Assunção Santos, a été construit pour la première fois au Brésil en 1922 pour la Grande Exposition Internationale de Rio de Janeiro.
Plus tard, il a été reconstruit à Lisbonne et appelé Palácio das Exposições. Son ouverture eut lieu le 3 octobre 1932 avec la Grande Exposition Industrielle Portugaise.
Il a été adapté pour accueillir des événements sportifs en 1946, et le championnat du monde de rink hockey s'y est tenu en 1947.
En 1984, l'édifice change de nom en l'honneur de l'athlète portugais Carlos Lopes. 
En 2012, le conseil municipal de Lisbonne a lancé un concours international pour récupérer et gérer le pavillon, dans l'intention d'arrêter son délabrement, afin qu'il puisse à nouveau accueillir tout type d'événements. L'édifice a fait l'objet d'importants travaux de rénovations et a rouvert le 18 février 2017.
À partir du 18 février 2017, le pavillon accueillera une exposition temporaire sur le tourisme à Lisbonne au cours des 20 dernières années et, dans la tour nord, une exposition permanente sur le marathonien Carlos Lopes avec plus de 300 objets, dont des trophées et des équipements.

## Caractéristiques
La façade principale présente des panneaux d'azulejos, en bleu et blanc, réalisés en 1922, représentant des scènes de l'histoire du Portugal avec des thèmes dédiés à Sagres, la bataille d'Ourique, l'Ala dos Namorados dans la bataille d'Aljubarrota et la Croix du Sud.

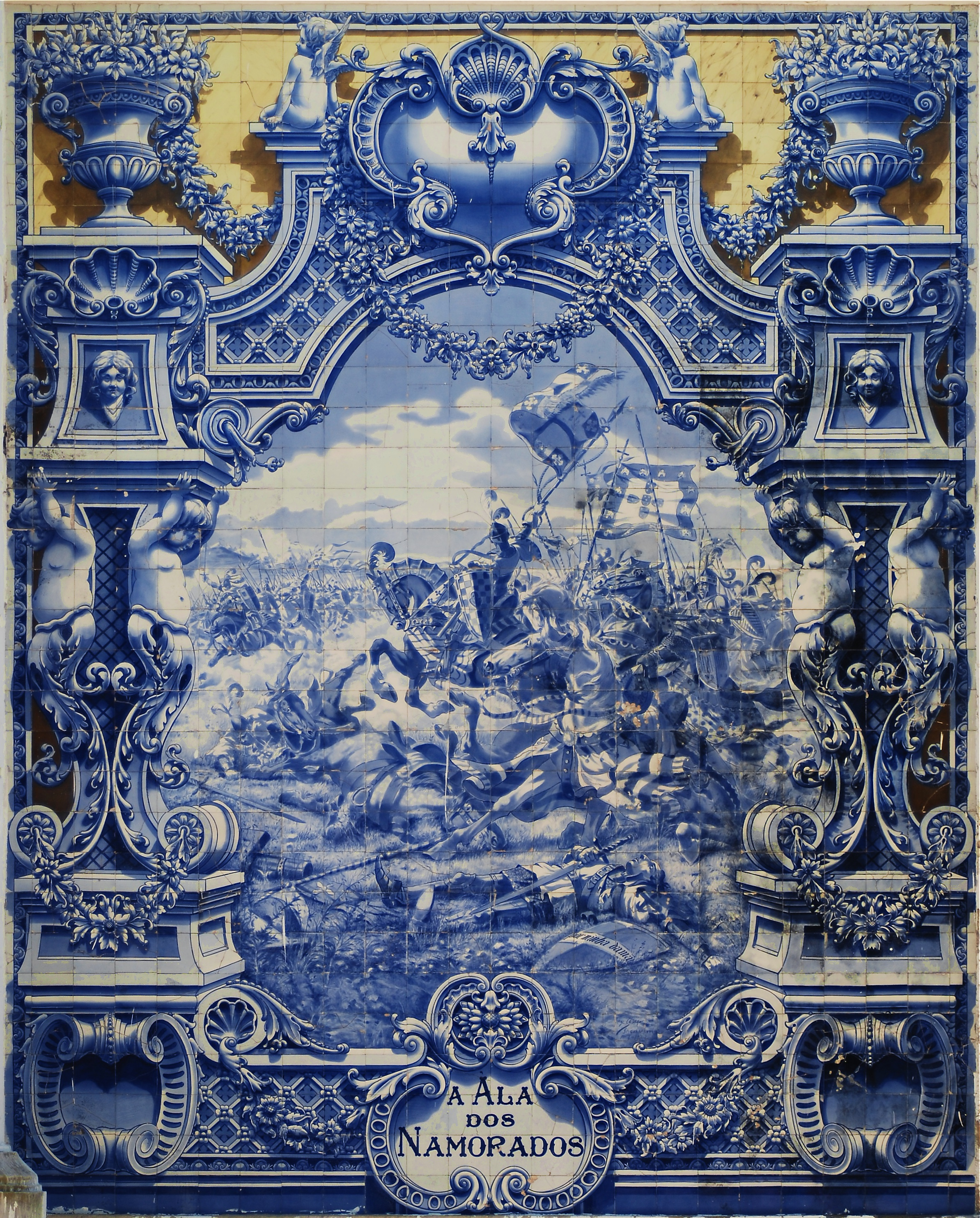
Azulejos au pavillon Carlos Lopes
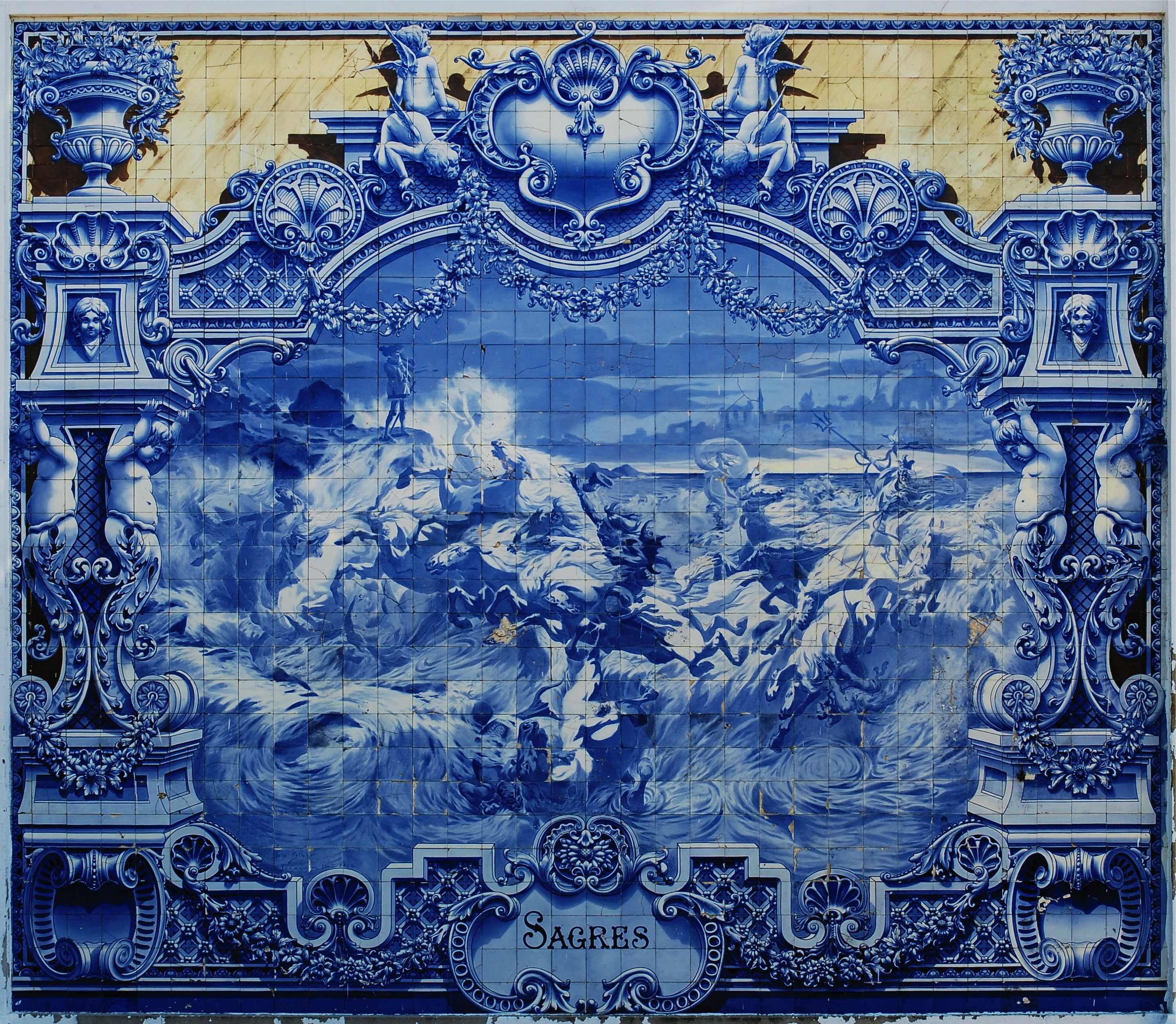
Azulejos au pavillon Carlos Lopes